# Daniel Haugh
Daniel Haugh (Marietta, 3 de mayo de 1995) es un deportista estadounidense que compite en atletismo. En los Juegos Panamericanos de 2023 obtuvo una medalla de plata en la prueba de lanzamiento de martillo.

## Palmarés internacional
| Juegos Panamericanos | Juegos Panamericanos | Juegos Panamericanos | Juegos Panamericanos |
| Año                  | Lugar                | Medalla              | Prueba               |
| -------------------- | -------------------- | -------------------- | -------------------- |
| 2023                 | Santiago (Chile)     | Medalla de plata     | Martillo             |